# Palazzotto di Orta San Giulio
Il Palazzotto di Orta San Giulio, anche chiamato Broletto o Palazzetto dell' Universitas Ripariæ o Palazzo della comunità della Riviera di San Giulio; è un edificio storico situato nella centrale Piazza Motta di Orta San Giulio, in provincia di Novara, in Piemonte.
Rappresenta uno dei simboli della città. 

## Storia e architettura
Fu costruito nel 1582. Sulle pareti esterne del palazzotto sono presenti gli stemmi dei vescovi, tre meridiane e il simbolo di Orta San Giulio: l'Hortus Conclusus. La parte superiore dell'edificio era la sede del Governo mentre nella parte inferiore aperta sulla piazza attraverso delle arcate ogni mercoledì ancora oggi si svolge il mercato.
Nel Palazzo si riuniva il Consiglio Generale formato dai deputati di tutti i borghi appartenenti al feudo episcopale, la signoria di Orta San Giulio apparteneva al vescovo di Novara, che possedeva il titolo di principe di San Giulio e di Orta. Il consiglio si riuniva tutti i mercoledì e la convocazione avveniva al suono di una campana, ancora visibile e in funzione. 
All'interno della parte superiore dell'edificio, nella sala del consiglio, è presente un affresco di epoca barocca che rappresenta i santi Giulio e Francesco con la Madonna attribuito a Giacomo Filippo Monti.
Il palazzotto non è visitabile, la riapertura al pubblico dovrebbe essere nell'autunno 2019 e sarà la sede del Museo delle bellezze di Orta.